# Diradops castanea
Diradops castanea är en stekelart som först beskrevs av Brulle 1846.  Diradops castanea ingår i släktet Diradops och familjen brokparasitsteklar. Inga underarter finns listade i Catalogue of Life.